# Henri Helle
Henri Hyacinthe Helle (Thiescourt, 4 de septiembre de 1873-Thiescourt, 21 de junio de 1901) fue un deportista francés que compitió en tiro con arco, en la modalidad de arco recurvo. Participó en los Juegos Olímpicos de París 1900, obteniendo una medalla de plata en la prueba au chapelet 50 m.

## Palmarés internacional
| Juegos Olímpicos | Juegos Olímpicos | Juegos Olímpicos | Juegos Olímpicos |
| Año              | Lugar            | Medalla          | Prueba           |
| ---------------- | ---------------- | ---------------- | ---------------- |
| 1900             | París (Francia)  | Medalla de plata | Au chapelet 50 m |